# Chuck Stevenson
Charles J. „Chuck“ Stevenson (* 15. Oktober 1919 in Sidney, Montana; † 21. August 1995 in Benson, Arizona) war ein US-amerikanischer Autorennfahrer.

## Karriere
Chuck Stevenson startete zwischen 1949 und 1965 53-mal in der AAA-National-Serie und dem nachfolgenden Championat der USAC-Serie. Er feierte vier Siege, zwei davon 1952, als er die Meisterschaft gewinnen konnte. Neunmal war er auch bei den 500 Meilen von Indianapolis am Start. Drei seiner vier AAA-Siege feierte er auf dem Milwaukee Mile in Wisconsin.
Zweimal beteiligte er sich an NASCAR-Rennen. 1956 blieb er dabei in Willow Springs siegreich. Er ist damit neben Jamie McMurray einer der wenigen Fahrer, die bereits bei ihrem zweiten Start siegreich waren.
Da die 500 Meilen von Indianapolis von 1950 bis 1960 zur Weltmeisterschaft der Formel 1 gehörten, stehen bei Stevenson fünf Rennen in der Statistik; Punkte konnte er nicht erzielen.

## Statistik

### Indy-500-Ergebnisse
| Jahr | Startnr. | Start | Qual (km/h) | Ergebnis | Runden | Führung | Ausfall                                  |
| ---- | -------- | ----- | ----------- | -------- | ------ | ------- | ---------------------------------------- |
| 1951 | 8        | 19    | 215,247     | 20       | 93     | 0       | Feuer                                    |
| 1952 | 16       | 11    | 219,076     | 18       | 187    | 0       |                                          |
| 1953 | 97       | 16    | 219,752     | 29       | 42     | 0       | Tankleck                                 |
| 1953 | 55       |       |             | 233      | 13     | 0       | fuhr Hoyts Wagen; Rd. 83–95              |
| 1953 | 98       |       |             | 93       | 44     | 0       | fuhr T. Bettenhausens Wagen; Rd. 116–159 |
| 1954 | 98       | 5     | 223,309     | 122      | 83     | 0       | Übergabe an Faulkner; Rd. 56–94; 123–199 |
| 1960 | 65       | 9     | 232,787     | 15       | 196    | 0       |                                          |
| 1961 | 18       | 28    | 233,640     | 6        | 200    | 0       |                                          |
| 1962 | 16       | DNQ   |             |          |        |         |                                          |
| 1963 | 45       | 22    | 238,773     | 21       | 110    | 0       | Motor                                    |
| 1964 | 95       | 29    | 242,716     | 28       | 2      | 0       | Unfall                                   |
| 1965 | 88       | 26    | 248,251     | 25       | 50     | 0       | Motor                                    |
| 1966 | 11       | DNQ   |             |          |        |         |                                          |

| Legende  | Legende            | Legende                                                          |
| Farbe    | Abkürzung          | Bedeutung                                                        |
| -------- | ------------------ | ---------------------------------------------------------------- |
| Gold     | –                  | Sieg                                                             |
| Silber   | –                  | 2. Platz                                                         |
| Bronze   | –                  | 3. Platz                                                         |
| Grün     | –                  | Platzierung in den Punkten                                       |
| Blau     | –                  | Klassifiziert außerhalb der Punkteränge                          |
| Violett  | DNF                | Rennen nicht beendet (did not finish)                            |
| Violett  | NC                 | nicht klassifiziert (not classified)                             |
| Rot      | DNQ                | nicht qualifiziert (did not qualify)                             |
| Rot      | DNPQ               | in Vorqualifikation gescheitert (did not pre-qualify)            |
| Schwarz  | DSQ                | disqualifiziert (disqualified)                                   |
| Weiß     | DNS                | nicht am Start (did not start)                                   |
| Weiß     | WD                 | zurückgezogen (withdrawn)                                        |
| Hellblau | PO                 | nur am Training teilgenommen (practiced only)                    |
| Hellblau | TD                 | Freitags-Testfahrer (test driver)                                |
| ohne     | DNP                | nicht am Training teilgenommen (did not practice)                |
| ohne     | INJ                | verletzt oder krank (injured)                                    |
| ohne     | EX                 | ausgeschlossen (excluded)                                        |
| ohne     | DNA                | nicht erschienen (did not arrive)                                |
| ohne     | C                  | Rennen abgesagt (cancelled)                                      |
| ohne     | keine WM-Teilnahme |                                                                  |
| sonstige | P/fett             | Pole-Position                                                    |
| sonstige | 1/2/3/4/5/6/7/8    | Punktplatzierung im Sprint-/Qualifikationsrennen                 |
| sonstige | SR/kursiv          | Schnellste Rennrunde                                             |
| sonstige | *                  | nicht im Ziel, aufgrund der zurückgelegten Distanz aber gewertet |
| sonstige | ()                 | Streichresultate                                                 |
| sonstige | unterstrichen      | Führender in der Gesamtwertung                                   |

### Einzelergebnisse in der Sportwagen-Weltmeisterschaft
| Saison | Team      | Rennwagen     | 1   | 2   | 3   | 4   | 5   | 6   | 7   |
| ------ | --------- | ------------- | --- | --- | --- | --- | --- | --- | --- |
| 1953   | Bob Estes | Lincoln Capri | SEB | MIM | LEM | SPA | NÜR | RTT | CAP |
| 1953   | Bob Estes | Lincoln Capri |     |     |     | 7   |     |     |     |
| 1954   | Lincoln   | Lincoln Capri | BUA | SEB | MIM | LEM | RTT | CAP |     |
| 1954   | Lincoln   | Lincoln Capri |     |     | DNF |     |     |     |     |